# 米哈伊尔·古德科夫
米哈伊尔·古德科夫（俄语：Михаил Евгеньевич Гудков，1983年1月11日—2025年7月2日），俄罗斯军事人物、少将、俄罗斯联邦英雄。2025年3月28日开始担任俄罗斯海军副总司令，此前曾任第155近卫海军步兵旅指挥官。2025年7月2日，古德科夫在库尔斯克州执行任务时被乌克兰军队击毙。

## 生平
古德科夫于1983年1月11日在新西伯利亚出生，曾就读于新西伯利亚高等军事指挥学校及俄罗斯联邦武装力量综合军事学院，军旅生涯早期主要在俄罗斯太平洋舰队服役。
2025年3月28日，俄罗斯总统普京签署命令，晋升古德科夫为海军副总司令，专责岸防与陆战力量。
2025年7月2日晚，乌克兰军队称其利用美制HIMARS远程火箭袭击库尔斯克地区俄军指挥设施，古德科夫与数名军官在袭击中被击毙。